# Rockywold-Deephaven Camps
Rockywold-Deephaven Camps je rustický rodinný resort u jezera Squam Lake ve státě New Hampshire. Rockywold-Deephaven Camps se skládá ze dvou částí – Deephaven, který byl založený v roce 1897 slečna Alice Mable Bacon a Rockywold, který v roce 1901 založila paní Mary Alice Armstrong. Rockywold a Deephaven byly tedy původně dva oddělené resorty, který byly založené kamarádkami, které se seznámily, když oběde učily v Hampton instituci ve Virginii. Tyto dva rezorty se později spojily, každý však má svoje hlavní molo, recepci, jídelnu a přidělené chatky.
Návštěva resortu je pro mnoho rodin tradicí a vrací se proto do stejné chatky ve stejný týden, ve kterém jsou zvyklí. Mnoho rodin se takto vrací již přes několik generací.

## Seznam chatek

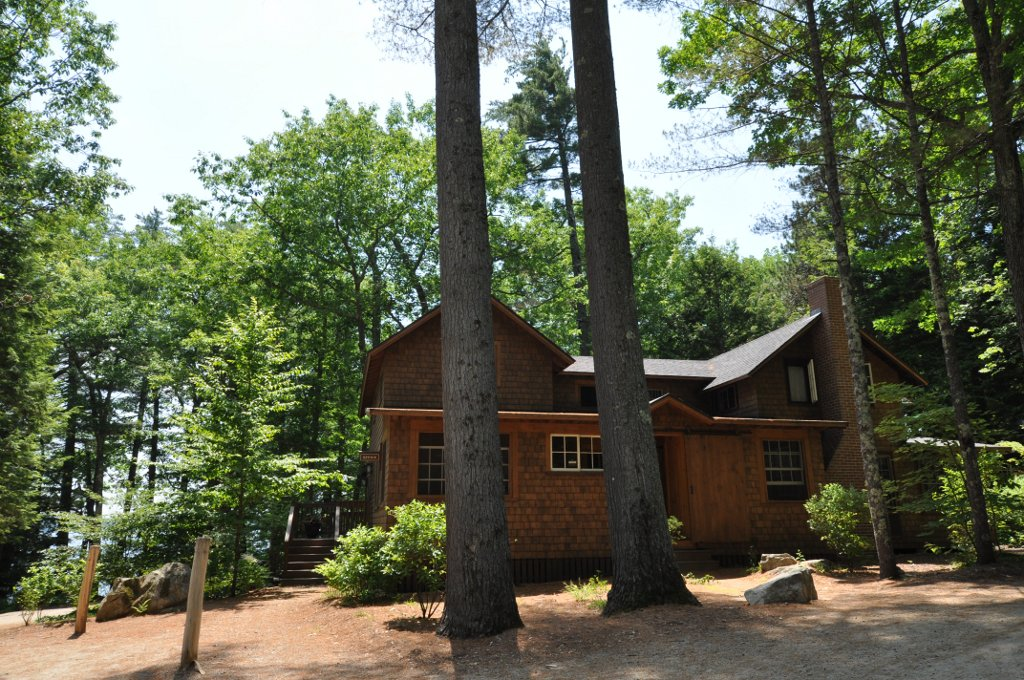
Jedna z budov v Rockywoldu

### Seznam chatek v Rockywold části
Shore Edge, Backlog, Shelter, Nuthatch, Honeymoon, Sugarbush, Hemlock Lodge, Sheltering Pines, West Water, We Two, Buffum, Over Yonder, Haskell, Montvert, Shingle Blessedness, House of Tudor, Ishnana, Peter Pan, Mapleshade, Satis, Ardenwood, Kilkare, Cliffside, Point Comfort, Pine Ledge, Everest, Cragsmere, Nirvana, Greenwood Lodge, Rock Office

### Seznam chatek v Deephaven části
Greenlaw, Sunny Bank, Bungalow, Morningside, The Hut, Oakridge, Hamilton, Sunny Ridge, Studio, By the Way, Park, Rusch, Birdsall, Shadow Pines, Porter's Lodge, Point of View, Ark, Bell Tower, maurer, Ewing, Havenwood, Wayonda, summit, Brown Betty, Ondawa, Sommers, Port O'Pines, Easterleigh, High Pines, Deep End, Eldorado, Brae Cove, Long House

## Ice Harvest
Jednou ze zajímavostí Rockywold-Deephaven Camps je nepochybně tzv. sběr ledu z jezera, kde se každou zimu vytahují z jezera kostky ledu o velikosti 16 palců na 19 palců a váží mezi 120 a 160 libry. Z jezera se každou zimu vytáhne okolo 200 tun ledových kostek, které jsou poté skladovány ve dvou speciálních komorách zvaných Ice House. Tento led je poté každé ráno rozvážen do jednotlivých ice boxů v obydlených chatkách, kde potom slouží jako lednice.

## Typické rodinné aktivity
V Rockywold-Deephaven Camps se o plánování aktivit starají zaměstnanci zvaní jako Recreation Committee neboli Rec Staff. Každý týden rec Staff připraví rozvrh zvaný Sneak a Peek at the Week, kde se hosté mohou dozvědět o všech plánovaných aktivitách na nadcházející týden. Mezi nejpopulárnější aktivity patří například piknik na hřišti zvaném Ballfield, kde hosté z obou částí resortu společně obědvají na piknikových dekách či lavicích. Typickým piknikovým obědem je potom klasický hovězí hamburger, pulled pork, vařená kukuřice a hot dogy. Dospělí i děti se mohou zapojit do těchto plánovaných aktivit a nebo se vydat na vlastní pěst.

### Piknik na Loon Island
V okolí resortu je několik ostrovů, na které se rodiny tradičně vydávají udělat si piknik. Nejpopulárnější je Big Loon Island, který spadá do vlastnictví rodině Websterů, kteří však dovolují návštěvníkům Rockywold-Deephaven Camps ostrov využívat. Mezi další ostrovy patří Little Loon Island, kde se v roce 2003 poprvé za posledních 70 let usídlili orli, a Otter & Birch Islands.

### Church Island
Church Island, taktéž nazývaný Chocorua Island je venkovní kostel s altářem z kamene a křížem z břízových stromů. Během léta zde každou neděli probíhají bohoslužby a ostrov je také populárním místem pro svatební obřady.

### Scavenger Hunts
Scavenger Hunt je hra, kterou organizuje Rec Staff. Jednotlivé týmy hráčů obdrží seznam úkolů a otázek, které musí splnit či musí získat informace, které se nějakým způsobem týkají okolí, přírody a historie resortu.

### Wee Campers
Wee Campers je program pro děti ve věku od 3 do 6 let, kde si děti od 9:30 do 12:00 pod dozorem opatrovatelek hrají na hřišti nebo se věnují jiným kreativním aktivitám.

### Hiking
V okolí je mnoho možností pro nádherné procházky ať už v okolí Squam Lake či výšlap na horu Rattlesnake, odkud je krásný výhled jak na Squam Lake, tak i na nedaleké jezetro Winnipesaukee.

### Square Dances
Každý pátek večer se v Rockywold-Deephaven Camps tancují tradiční tance nazývané Square Dance.